# Hettinger
Hettinger és una població dels Estats Units a l'estat de Dakota del Nord. Segons el cens del 2000 tenia 1.307 habitants.

## Demografia
Segons el cens del 2000, Hettinger tenia 1.307 habitants, 584 habitatges, i 345 famílies. La densitat de població era de 600,8 hab./km².
Dels 584 habitatges en un 25,7% hi vivien nens de menys de 18 anys, en un 47,8% hi vivien parelles casades, en un 8,6% dones solteres, i en un 40,8% no eren unitats familiars. En el 38% dels habitatges hi vivien persones soles el 22,6% de les quals corresponia a persones de 65 anys o més que vivien soles. El nombre mitjà de persones vivint en cada habitatge era de 2,1 i el nombre mitjà de persones que vivien en cada família era de 2,76.
Per edats la població es repartia de la següent manera: un 21,7% tenia menys de 18 anys, un 4,8% entre 18 i 24, un 21,9% entre 25 i 44, un 23,2% de 45 a 60 i un 28,5% 65 anys o més.
L'edat mediana era de 46 anys. Per cada 100 dones de 18 o més anys hi havia 78,1 homes.
La renda mediana per habitatge era de 27.689 $ i la renda mediana per família de 32.917 $. Els homes tenien una renda mediana de 26.172 $ mentre que les dones 19.674 $. La renda per capita de la població era de 21.148 $. Entorn del 5,4% de les famílies i el 8,1% de la població estaven per davall del llindar de pobresa.

## Poblacions més properes
El següent diagrama mostra les poblacions més properes.